# Burhan Felek Spor Salonu
Il Burhan Felek Spor Salonu è un'arena coperta di Istanbul.

## Storia e descrizione
I lavori di costruzione del Burhan Felek Spor Salonu sono iniziati il 6 marzo 2010 per terminare circa otto mesi dopo con l'inaugurazione avvenuta il 19 novembre: il palazzetto è ubicato nella zona di Üsküdar.
Viene utilizzato esclusivamente per le partite casalinghe di squadre di pallavolo, come quelle femminili del Fenerbahçe Spor Kulübü, dell'Eczacıbaşı Spor Kulübü, del VakıfBank Spor Kulübü e del Galatasaray Spor Kulübü, e quelle maschili del Fenerbahçe Spor Kulübü e del Galatasaray Spor Kulübü. Ha inoltre ospitato la Final Four di CEV Champions League nelle edizioni 2010-11 e 2012-13.